# Chokoladefrø
En chokoladefrø er et stykke slik, lavet af chokolade og formet som en frø.

## Toms Chokoladefrø
Toms producerer en chokoladefrø, som er lavet af lys mælkechokolade med creme indeni.
Chokoladefrøen blev introduceret i 1902 af Galle & Jessen (nu ejet af Toms). Oprindeligt bestod den af massiv chokolade. Med tiden kom der flere varianter til med forskelligt cremefyld, bl.a. mint. Frøen blev trukket tilbage i 2002, men blev relanceret i 2007 i den klassiske størrelse og i en mini-udgave.

### Produktserie
Toms' produktserie Skildpadde og venner rummer ud over mintfrø og mini-mintfrø også Skildpadde, Mini-skildpadde og Nougathare.

### Chokoladefrøer i neon
Galle & Jessen satte i 1965 otte store chokoladefrøer i neon på deres fabrik på Lyngbyvej ved Vibenshus Runddel. Fabrikken blev revet ned i 1999, men skorstenen fik lov at stå. Chokoladefrøerne blev taget ned 26. september 2009.